# Hildegardia gillettii
Hildegardia gillettii é uma espécie de angiospérmica da família Sterculiaceae.
Apenas pode ser encontrada na Somália. Está ameaçada por perda de habitat.